# Bagaroua (département)
Bagaroua est un département de la région de Tahoua au Niger.

## Géographie
Le département se trouve à l'ouest du pays, il s'étend sur le territoire de la commune rurale du même nom, Bagaroua. La superficie du département identique à celle de la commune est estimée à 2 947 km2

## Histoire
Le poste administratif de Bagaraoua est instauré en 1970. En 2011, il est séparé du département d' Illéla et élevé au statut de département.

## Population
Selon le recensement général de la population et de l'habitat de 2012, le département compte 72 393 habitants. De 2001 à 2012, la population a augmenté en moyenne de 3,8 % par an (pour un accroissement national moyen de : 3,9 %). Elle est composée des Haoussas majoritaires, Peuls, Touaregs et Zarma.

## Administration
Le département compte une commune rurale : Bagaroua